# Josh Ritter
Josh Ritter (né le 21 octobre 1976) est un auteur-compositeur-interprète et guitariste américain de musique folk et plus précisément d'americana.

## Biographie

### Débuts
Josh Ritter est né et a grandi dans la ville de Moscow (Idaho) aux États-Unis. Adolescent, après avoir écouté le duo de Bob Dylan et Johnny Cash, Girl from the North Country, il acheta sa première guitare. Plus tard, il décida d'abandonner ses études en neurosciences afin de poursuivre une carrière de musicien,.

### Carrière
À 21 ans, Josh Ritter enregistre son premier album éponyme alors qu'il est encore à l'université.
En 2010, il crée son propre groupe intitulé The Royal City Band, avec qui il part en tournée à travers les États-Unis, le Canada et l'Europe.

### Utilisation de ses titres
- La chanson Good Man est utilisée dans l'épisode final de la saison 3 de la série Dr House.
- La chanson Homecoming passe au générique de fin de la saison 2 de Billions.
- On entend la chanson Come and find me dans l'épisode 3-22 (2011) de la série Castle (il s'agit de la scène où Beckett rentre — à regret — dans sa chambre du palace à Los Angeles, en espérant que Castle viendra l'y rejoindre ; les paroles sont donc en accord avec la situation).
- La chanson Change of Time est utilisée dans American Underdog ainsi que dans la série «The blacklist » à la fin de l’épisode 19 (titre : Les frères Pavlovich)de la saison 1.

- la chanson « Miles away » a été utilisé à la fin de l’épisode 22 de la saison 2 de la série «  scorpion » .

## Discographie

### Albums studio
- Josh Ritter (1999)
- Golden Age of Radio (2000)
- Hello Starling (2003)
- The Animal Years (2006)
- The Historical Conquests of Josh Ritter (2007)
- So Runs the World Away (2010)
- The Beast in Its Tracks (2013)
- Sermon on the Rocks (2015)
- Gathering (2017)
- Fever Breaks (2019)
- Spectral Lines (en) (2023)

### Albums live
- In The Dark - Live At Vicar Street (2006 en Irlande, 2008 aux États-Unis)
- Live at the 9:30 Club (2008)
- Josh Ritter & The Royal City Band, Live at The Iveagh Gardens (2011)
- Josh Ritter: Live at the Record Exchange (2006)

### EPs
- Me & Jiggs EP (2002)
- Come & Find Me EP (2002)
- 4 Songs Live EP (2005)
- Good Man EP (2006)
- Girl in the War EP (2006)
- Live at The Record Exchange EP (2007)
- To the Yet Unknowing World (2011)
- Bringing in the Darlings (2012)

### Singles
- "Hello Starling (Snow Is Gone)" (2004)
- "Bright Smile" (2004)
- "Girl in the War" (2006)
- "Lillian, Egypt" (2006)
- "Mind's Eye" (2007)
- "Right Moves" (2007)
- "Empty Hearts" (2008)
- "Real Long Distance" (2008)
- "Change of Time" (2010)
- "Lantern" (2010)